# Liste der Monuments historiques in Le Haut-Corlay
Die Liste der Monuments historiques in Le Haut-Corlay führt die Monuments historiques in der französischen Gemeinde Le Haut-Corlay auf.

## Liste der Bauwerke
| Bezeichnung | Beschreibung    | Standort                              | Kennzeichnung | Schutzstatus | Datum | Bild |
| ----------- | --------------- | ------------------------------------- | ------------- | ------------ | ----- | ---- |
| Kreuz       | 16. Jahrhundert | Straße von Quentin nach Corlay (Lage) | PA00089195    | Inscrit      | 1930  |      |

## Liste der Objekte
- Monuments historiques (Objekte) in Le Haut-Corlay in der Base Palissy des französischen Kultusministeriums